# سميثتاون (نيويورك)
سميثتاون (بالإنجليزية: Smithtown)‏ هي قرية غير مضمنة في ولاية نيويورك الأمريكية.
يبلغ عدد سكانها حسب تعداد سنة 2000: 26,901 نسمة. ويبلغ عددهم حسب تقدير 2007 حوالي:27,500 نسمة.

## أعلام
- ميليسا جوان هارت
- ريان برايس
- روبرت وايت
- جون ديفيس
- تاي ووكر
- توني رومانو
- آشلي ماسارو